# 무사 (2001년 영국 영화)
《무사》(The Warrior)는 영국에서 제작된 아시프 카파디아 감독의 2001년 영화이다. 아이노 아누드딘 등이 주연으로 출연하였고 버트랜드 페이브리 등이 제작에 참여하였다.

## 출연

### 주연
- 아이노 아누드딘
- 푸루 치브버

### 조연
- 만다키니 고스와미
- 이르판 칸
- 누어 마니

## 기타
- 미술: 아드리안 스미스
- 의상: 루이즈 스텐스워드